# Мощаниця (річка)
Мощаниця — річка в Україні, у Лугинському та Овруцькому районах Житомирської області. Права притока Норині (басейн Прип'яті).

## Опис
Довжина 30 км. Похил річки — 0,63 м/км. Формується з великої кількості безіменних струмків та шести водойм. Площа басейну 124 км².

## Розташування
Бере початок з водойми на північному заході від залізничної станції Мощаниця. Спочатку тече в південно-східному, а потім у північно-східному напрямках у межах сіл Мощаниця, Норинськ, Бондарі та Красносілка. На північно-східній околиці села Папірня впадає в річку Норинь, ліву притоку річки Ужа.

## Риби Мощаниці
У річці найпоширенішими є такі види риб, як щука звичайна, пічкур, карась, окунь та плітка звичайна.